# Multiverso final
Multiverso de Nivel IV, según la clasificación de Max Tegmark, basado en la Hipótesis del Universo matemático. Es uno de los tipos de multiverso propuestos por Brian R. Greene, quien lo denominó Multiverso final. También podría llamarse Omniverso. Todo es posible, todas las formulaciones matemáticas y físicas son posibles. Partiendo de este principio, todo universo que pueda ser descrito, matemática y físicamente, existe.
Esta hipótesis puede vincularse a una forma radical de platonismo que afirma que las estructuras matemáticas del mundo de las ideas de Platón tienen su correspondencia en el mundo físico. Considerando que nuestro universo es en sí matemático, cabe preguntarse por qué sólo ha de existir una única estructura matemática para describir un universo. Postula la existencia de todos los universos que pueden ser definidos por estructuras matemáticas.De acuerdo a Tegmark, "las matemáticas abstractas son tan generales que cualquier teoría del todo que pueda ser definida en términos puramente formales, también es una estructura matemática".